# Brzeźno (województwo świętokrzyskie)
Brzeźno (dawn. Brzezno) – wieś sołecka  w Polsce położona w województwie świętokrzyskim, w powiecie jędrzejowskim, w gminie Sobków. Ma status sołectwa.
| SIMC    | Nazwa | Rodzaj |
| ------- | ----- | ------ |
| 0270231 | Kresy | osada  |

W latach 1975–1998 miejscowość administracyjnie należała do województwa kieleckiego.